# Oberwaid
Koordinaten: 47° 27′ 5″ N, 9° 25′ 11,7″ O; CH1903: 749407 / 257507
Die Oberwaid ist ein Hotel-, Kur- und Klinikbetrieb, gelegen an der östlichen Grenze des schweizerischen Kantons und der Stadt St. Gallen. Dessen Ursprung liegt 1845 in der Gründung der «Wasserheilanstalt» des Arztes Theodor Hahn. Heute ist die 2012 neuerbaute Oberwaid – Das Hotel. Die Klinik mit eigenem Spa und 140 Zimmern ein Hotel der 4*-Superior-Klassifizierung und eine Privatklinik mit Spezialisierung auf Prävention, Rehabilitation und Nachsorge in den Fachgebieten Psychosomatik, Orthopädie und Kardiologie.
Als private Spezial- und Rehabilitationsklinik bietet die Oberwaid ein breites Spektrum an medizinischer Kompetenz in Psychosomatik, Psychiatrie und Psychotherapie sowie kardiologischer und muskuloskelettaler Rehabilitation. 
Sie ist für alle drei Fachbereiche Listenspital, sodass Patientinnen und Patienten aller Versicherungsklassen aus der ganzen Schweiz das gesamte Angebot an medizinischen Leistungen in Anspruch nehmen können.

## Geschichte

### 1845 bis 2012
1845 erwarb der Arzt Theodor Hahn aus Deutschland die Liegenschaft «Untere Waid» mit dem dazugehörigen «Gasthaus zur Waid» und eröffnete nach deren Umgestaltung eine Wasserheilanstalt. Um den steigenden Anforderungen gerecht zu werden, verkaufte er 1868 die Liegenschaft und erstand das Nachbargrundstück mit dem Namen «Obere Waid». 1870 öffnete der neue Betrieb unter dem Namen «Oberwaid» seine Türen. Nach dem Tod des Arztes, 1883, kam es zu häufigen Wechseln der Eigentümerschaft und damit auch des Angebots des Hauses.
1930 übernahm ein Fürsorgeverein, nach der Empfehlung des St. Galler Bischofs Alois Scheiwiler, den Grundbesitz, woraufhin die «Oberwaid» den Betrieb als Caritasheim aufnahm. Für den Betrieb zuständig wurden die Baldegger Schwestern, ein 1830 gegründeter Frauenorden, der die Ordensregel des Franziskus von Assisi befolgt und heute international präsent ist. Nach dem Einzug der Baldegger Schwestern veränderten sie die Ausrichtung des Hauses in einen Kurbetrieb mit Therapie und ein Bildungshaus für Exerzitien und andere kirchliche Kurse sowie Einkehrurlauben. Ferner wurde im Jahr 1931 im damaligen «Kurhaus Oberwaid» eine Haushaltsschule angegliedert, die bis 2003 jungen Frauen eine ganzheitliche Ausbildung mit einem christlich-menschlichen Weltbild anbot. Im Jahre 1955 erwarb das Kloster Baldegg die gesamte Liegenschaft, in dessen Folge sich das äussere Erscheinungsbild der «Oberwaid» durch Um- und Erweiterungsbauten veränderte und sich das Haus zunehmend zum Kurbetrieb entwickelte.
Im Mai 2007 verkaufte das Kloster Baldegg mit der Bestätigung des St. Galler Bischofs Markus Büchel und der Genehmigung des damaligen Papstes Benedikt XVI. die Liegenschaft an das Ehepaar Gabi und Heinrich Thorbecke. Gleichzeitig entstand die neue Aktiengesellschaft Oberwaid AG. Die neue Trägerschaft übernahm die Verantwortung für den gesamthaften Betrieb im Januar 2008.
Weil das alte Gebäude aufgrund der baulichen Substanz nicht mehr zu retten war, entschieden sich die Verantwortlichen für einen Neubau. Infolgedessen wurde der Betrieb des «Kurhauses Oberwaid» am 15. November 2008 eingestellt, und die Baldegger Schwestern beendeten ihre 78-jährige Tätigkeit in St. Gallen.
Am 19. Dezember 2008 wurde das Bauvorhaben für den Ersatzneubau der «Oberwaid» eingereicht. Mit dem Projekt beauftragt wurde das Architekturbüro Carlos Martinez. Insgesamt investierte die Besitzerfamilie über 85 Millionen Schweizer Franken in den Neubau der «Oberwaid».

### Ab 2012
Nach knapp fünfjähriger Planungs- und Bauphase eröffnete die neue «Oberwaid» im November 2012 als sechsstöckiges Bauwerk mit Tiefgarage. Seit Januar 2013 befindet sich hier das Adipositaszentrum des Kantonsspitals St. Gallen. 2015 wurde Doris Straus CEO und gleichzeitig zur Klinikdirektorin ernannt. Christopher Rossbach ist seit Februar 2019 als Direktor für die Hotellerie verantwortlich.
Die «Oberwaid» hat seit 2015 den Leistungsauftrag des Kantons St. Gallen für die psychosomatische Rehabilitation. Im April 2018 erhielt sie ebenso den kantonalen Leistungsauftrag für stationäre kardiologische Rehabilitation.
Seit 2025 ist für alle drei Fachbereiche (Psychosomatik, Psychiatrie und Psychotherapie sowie kardiologischer und muskuloskelettaler Rehabilitation) Listenspital, sodass Patientinnen und Patienten aller Versicherungsklassen aus der ganzen Schweiz das gesamte Angebot an medizinischen Leistungen in Anspruch nehmen können.

## Architektur

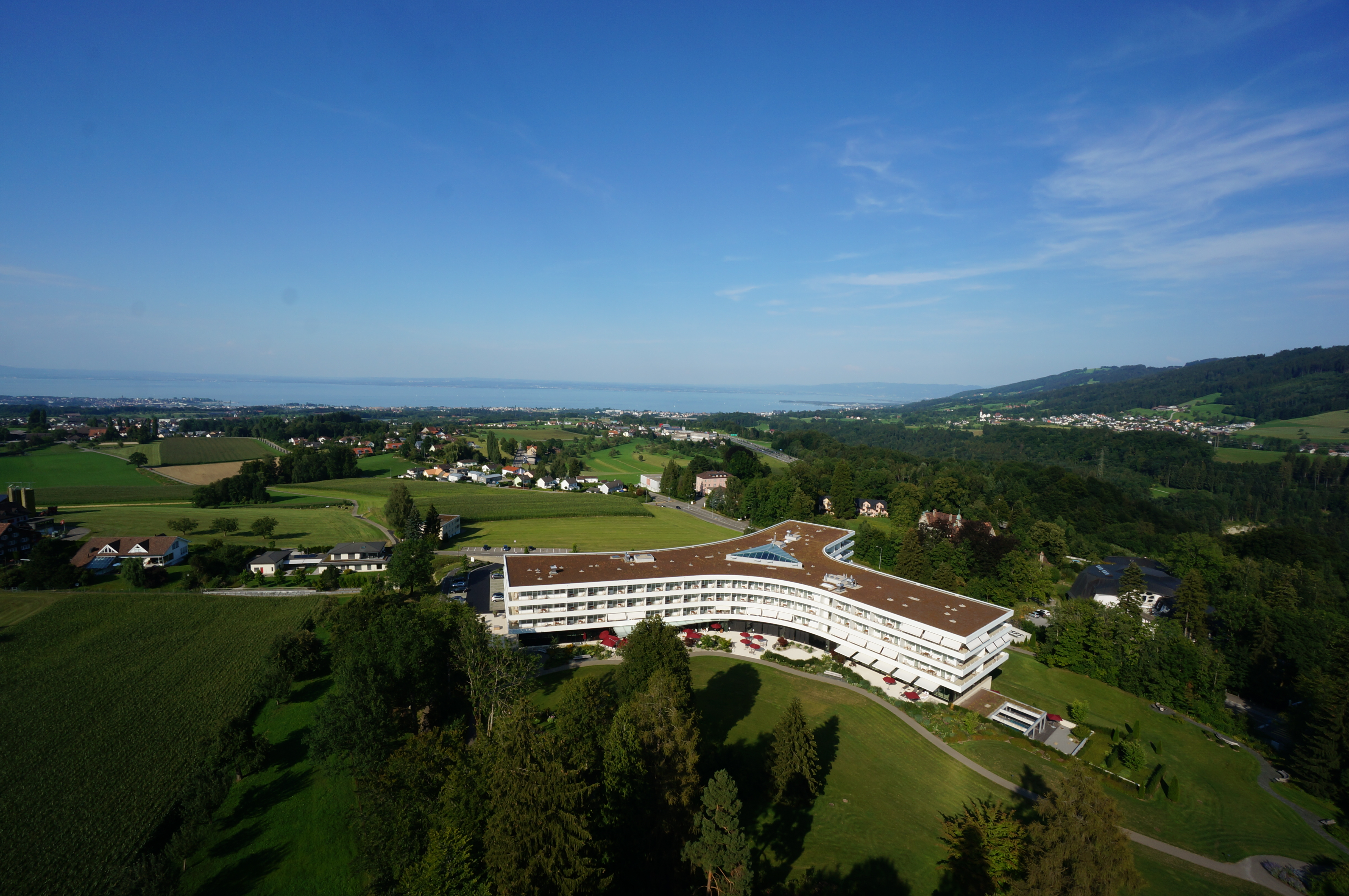
Drohnenaufnahme der Oberwaid

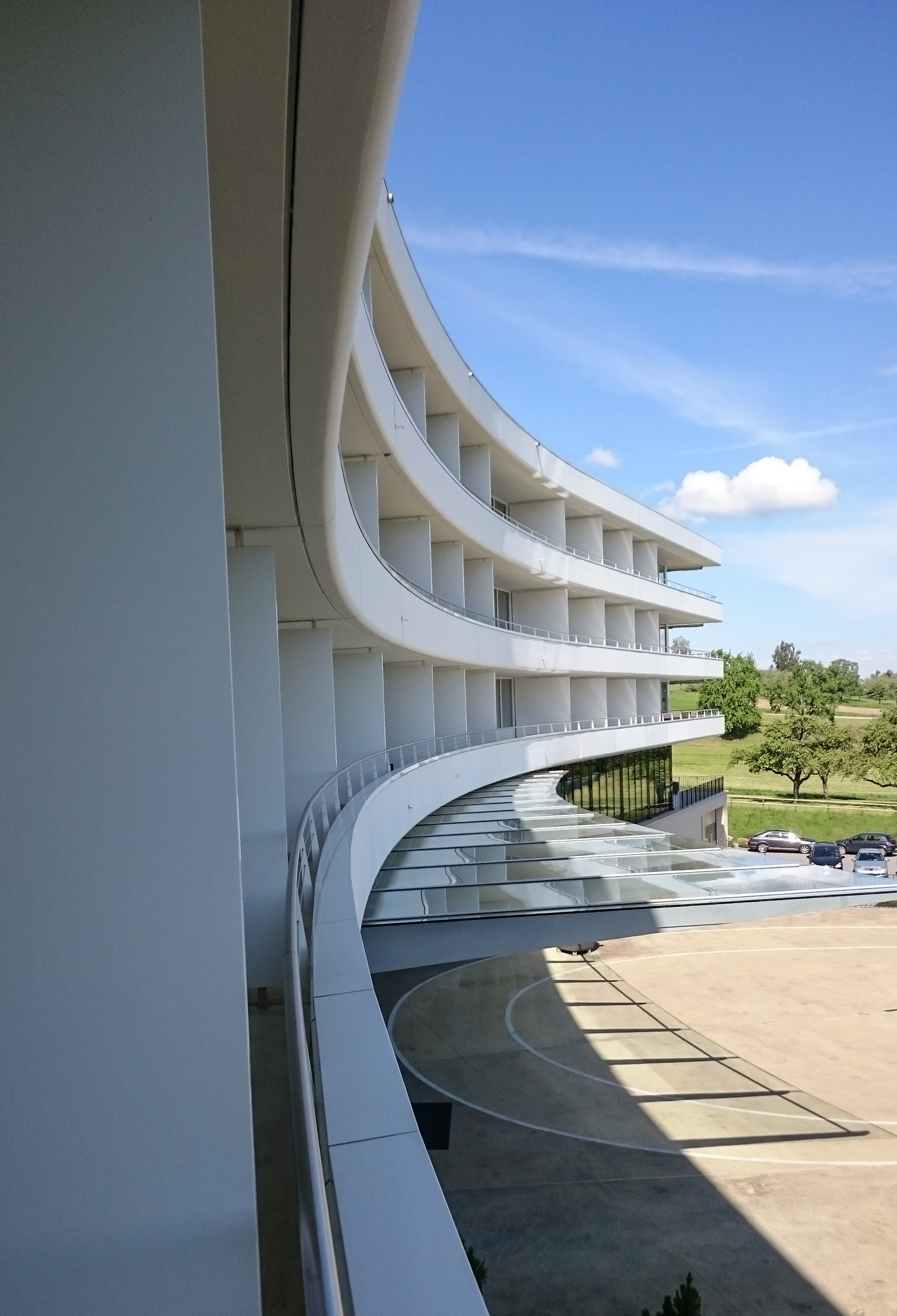
Klinik Oberwaid bei St. Gallen

Für die Konzipierung des Neubaus der «Oberwaid», der nach über 18 Monaten Planungsphase und knapp dreijähriger Bauzeit abgeschlossen wurde, war das Architekturbüro Carlos Martinez zuständig. Aus Respekt für die langjährige Historie der Anlage wurde besonders viel Sorge dem Baumbestand des Parks und der Erhaltung der Maria-Grotte geschenkt. Auch die Form des Baugrundrisses steht für die Geschichte und Tradition der «Oberwaid». Aus der Vogelperspektive entspricht das Gebäude dem Aussehen eines Taukreuzes und würdigt damit das langjährige Engagement der Baldegger Schwestern. Ausserdem trägt die Form dazu bei, dass die ca. 38'000 m² grosse Parzelle in St. Gallen Neudorf in drei Zonen unterteilt wird: die Zufahrt im Nordosten mit konkaver Fassade, den Park im Südwesten und den Garten im Südosten.
Der Innenarchitekt Claudio Carbone wurde mit der Innenausstattung des Hotels betraut. Eines der Hauptaugenmerke lag dabei in der Wiedergabe der Tradition und Geschichte der regionalen Textilindustrie in der Ostschweiz.